# 고차 (정령)
강거(康居, Kang-chü), 고차(高車, Kao-che, Gaoche) 혹은 고거(高車, Kao-chü) 정령(丁零)은 3세기 동아시아에서 활동한 고대 투르크인이다. '고차'라는 중국식 이름으로만 전해지고 있어, '정령'과 '강(康)' 및 중세 킵차크인(Kipchak)과 같다. 투르크 유목민 사회에서 수레[車]와의 의미적 연관성은 '고차'라는 중국식 이름에 반영되어 있다. 고차는 철륵(鐵勒)과 위구르(回紇, Uyghurs)과도 관련된다. 조지아(Georgia)와 라틴(Latin)의 문헌에서, 쿠만인(Cuman), 킵차크인(Kipchak), 캉리인(Kangly, Qanglï)은 동일하거나 최소 '친척관계'에 있다고 하지만, 사실은 아마도 켕게르인(Kenger) 혹은 캉가르인(Kangar)과 지명 강거(康居)와 연관있을 것이다.

## 참고문헌
1. ↑  Wolfgang-Ekkehard Scharlipp: Die frühen Türken in Zentralasien eine Einführung in ihre Geschichte und Kultur. Wissenschaftliche Buchgesellschaft, Darmstadt 1992, ISBN 3-534-11689-5, p. 11.
2. ↑  Ahmet Taşağıl, "The Strategic Importance of Toles Tribe (VI. and VII. centuries)", 3/2014.
3. ↑  Golden, Peter B., "Ethnogenesis in the Tribal Zone: The Shaping of the Türks". From: Studies on the Peoples and Cultures of the Eurasian Steppes, ed. C. Hriban, Florilegium magistrorum historiae archaeologicaeque Antiquitatis et Medii Aevi, IX (Bucharest-Brăla, 2011):17-63 / ISBN 978-973-27-2152-0
4. ↑  QEPČĀQ – Encyclopaedia Iranica